# مک گی (آرکانزاس)
مک گی (آرکانزاس) (به انگلیسی: McGehee, Arkansas) یک شهر در ایالات متحده آمریکا با جمعیت ۴٬۲۱۹ نفر است که در آرکانزاس واقع شده‌است.

## موقعیت جغرافیایی
موقعیت جغرافیایی شهرها و مناطق اطراف به شرح زیر است: